# 마이크 나폴리
마이클 앤터니 나폴리(Michael Anthony Napoli, 1981년 10월 31일 ~ )는 미국의 전 프로야구 선수로 포수와 1루수를 맡았고 현재 코치이다. 그는 메이저 리그 베이스볼의 시카고 컵스를 위하여 품질 보증 코치이다. 그는 2000년 메이저 리그 베이스볼 드래프트의 17번째 라운드에서 선발되었다. 그는 선수로서 로스앤젤레스 에인절스 오브 애너하임, 텍사스 레인저스, 보스턴 레드삭스와 클리블랜드 인디언스를 위하여 활약하였다. 2013년까지 나폴리는 주로 포수였다. 그는 레드삭스와 인디언스 양팀의 선수로서 가장 많은 스트라이크아웃을 위하여 사상 싱글 시즌 기록을 보유한다. 2009년 그는 실책에서 전부의 아메리칸 리그 포수들을 지도하였고, 2016년 실책에서 전부의 아메리칸 리그 1루수들을 지도하였다.

## 어린 시절
플로리다주 할리우드에서 태어난 나폴리는 펨브로크파인스에 있는 찰스 W. 플래너건 고등학교에서 수학하였다. 그는 루이지애나 주립 대학교를 위하여 대학 야구를 하는 데 의향서에 서명하였으나 대신 2000년 메이저 리그 베이스볼 드래프트의 17번째 라운드 (전체 500번째)에서 선발된 후 애너하임 에인절스와 서명을 하였다.

## 마이너 리그 경력
나폴리는 루키 수준의 뷰트 코퍼 킹스와 자신의 프로 경력을 시작하여 .231 점을 타구하였으나 허리가 삐어 한해의 대부분을 앉았다. 그는 하이 A 랜초 쿠카몽가 퀘이크스와 함께 2001년 복귀하여 자신이 .232 점을 타구한 싱글 A 세다 래피즈로 옮기기 전에 .200 점을 타구하였다. 2002년 그느 세다 래피즈로 돌아와 커널스의 주요 지정 타자로서 362개의 타석에 10개의 홈런, 50개의 타점과 104개의 스트라이크아웃과 함께 .251 점을 쳤다. 그는 또한 37개의 경기에서 포수로 시작하기도 하였다. 2003년 랜초 쿠카몽가로 옮겨지기 전에 그는 자신의 오른쪽 어깨 부상을 당한 후 47개 만의 경기를 활약하였다.
2004년 그는 29개의 홈런과 118개의 타점과 함께. 282 점을 쳐 482개의 타석에서 캘리포니아 리그를 이끄는 166개의 스트라이크아웃과 함께 전부의 마이너 리그에서 타점에서 7위와 볼넷에서 9위에 들어왔다. 2005년 구눈 더블 A 아칸소로 승진되어 439개의 타석에서 140개의 스트라이크아웃 (텍사스 리그에서 3위)과 함께 .237 점을 타구하였고, 109개의 경기에서 14개의 실책을 일으켜 장타에서 2위, 그리고 매긴 득점에서 5위를 하였다.
나폴리는 2004년과 2005년의 겨울 동안 도미니카 공화국에서 산티아고데로스카바예로스의 아길라스 시베냐스를 위하여 활약하였다.

## 메이저 리그 경력

### 로스앤젤레스 에인절스 오브 애너하임

#### 2006년
2006년 5월 4일 코메리카 파크에서 디트로이트 타이거스를 상대로 나폴리는 자신의 메이저 리그 베이스볼 데뷔를 하여 출발 투수 저스틴 벌랜더에 자신의 첫 메이저 리그 타석에서 홈런을 쳤다. 결국적으로 나폴리는 에인절스의 정규 출발 포수가 되는 데 자신의 방식대로 일하였다. 그해 나폴리는 268개의 타석에서 16개의 홈런과 함께 .228 점을 쳤다. 그는 포수에 96개의 경기에서 8개와 함께 실책에서 아메리칸 리그 포수들 중에 4위였다.

#### 2007년

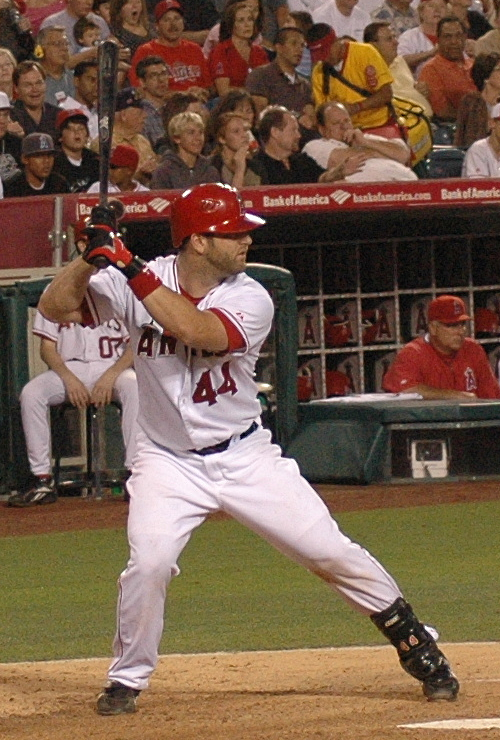
로스앤젤레스 에인절스 오브 애너하임을 위하여 타구하는 나폴리 (2007년)

나폴리는 개막전의 출발 포수로서 2007년을 시작하여 시즌의 상반기를 통하여 호세 몰리나와 함께 시간을 갈랐다. 시즌 하반기는 나폴리가 올스타 브레이크가 있기 전에 결승 경기가 열린 동안 본루에서 경기를 이긴 활약에 발목에 삐면서 그를 위하여 부상 당한 시즌이었으며 그가 12개의 경기를 놓치는 원인을 일으켰다. 그는 그러고나서 복귀 후 5개만의 경기에 긴장된 햄스트링을 겪어 8월의 전부를 놓치는 원인을 일으켰다. 시즌을 위하여 나폴리는 10개의 홈런과 함께 .247 점을 쳐 75개만의 경기에 나왔다. 그는 7개와 함께 실책에서 아메리칸 리그 포수들 중에 5위였다.

#### 2008년
나폴리는 다시 에인절스의 개막전 출발 포수였고 자신의 지난해 부상으로부터 회복한 후 4월 6개의 홈런을 쳐 2008년 시즌을 시작하였다. 나폴리는 2007년 시즌 동안 몰리나의 이적 후 지속적으로 대리 임무를 맡은 제프 매티스와 본루의 뒤에 시간을 나누었다. 나폴리는 7월 다시 부상을 입어 어깨 문제들과 함께 28개의 경기를 놓치는 원인을 일으켰다. 하지만 부상으로부터 회복 후 나폴리는 9월에 .457의 타구 평균과 함께 전부의 메이저 리그 베이스볼을 이끌었다. 시즌을 위하여 나폴리는 둘다 경력 사상으로 .273의 타구 평균과 20개의 홈런, 그리고 .960 OPS를 득점하였다. 에인절스는 100 승 62 패의 기록과 함께 2008년 아메리칸 리그 서부 디비전 챔피언십을 우승하였다.
보스턴 레드삭스를 상대로 2008년 아메리칸 리그 디비전 시리즈의 3번째 경기가 열린 동안 레드삭스가 2 대 0의 시리즈를 이끌면서 나폴리는 레드삭스의 출발 투수 조시 베켓에 2개의 홈런을 쳐 연장전으로 경기를 연기하는 도움을 주었다. 그는 그러고나서 1루타를 쳐 11번째 이닝에서 경기를 우승하는 득점을 매겨 에인절스가 플레이오프 제거를 피하는 도움을 주었다.

#### 2009년
나폴리는 2009년 지도적인 포수 자리를 위하여 제프 매티스와 지속적으로 경쟁하였다. 그는 또한 동료 선수 블라디미르 게레로가 부상을 당한 동안 지정 타자에 18개의 경기를 시작하였다. 나폴리는 활약한 경기 (114), 타석 (382), 매긴 득점 (60), 안타 (104), 2루타 (22)와 타점 (56)에서 경력 사상 기록들을 세우거나 맞추었다. 그는 또한 연속해서 2번째 시즌을 위하여 .272개의 타구 평균과 20개의 홈런을 치면서 시즌을 끝내기도 하였다. 방어에 그는 8개와 함께 실책에서 아메리칸 리그 포수들을 이끌었고 74개의 도루를 허용하였다.

#### 2010년
2010년 에인절스는 일본의 슬러거 마쓰이 히데키를 계약한 후 지정 타자에 나폴리의 활약 시간을 줄였다. 나폴리는 더욱 큰 글러브와 함께 봄 훈련으로 들어가 포수로서 더많은 활약 시간을 얻는 희망에 기초 작업을 하였다.
나폴리는 1루에서 2010년 시즌의 대다수를 활약하였다. 그는 정규 1루수 켄드리스 모랄레스가 끝내기 축제에서 그의 무릎 관절과 발목 사이가 부러진 후 5월 30일 1루에서 자신의 첫 메이저 리그 출발을 이루었다. 시즌을 위하여 모랄레스를 잃고 장애자 명단으로부터 제프 매티스의 복귀와 함께 나폴리는 1루수에서 70개의 경기를 시작하여 그가 6개의 실책과 아메리칸 리그에서 5위를 하면서 .989의 수비율을 게시하였다. 나폴리는 몇몇의 분야들에서 경력 사상 기록들을 세워 가장 두드러지게 홈런 (26)이었다. 그는 453개의 타석에서 스트라이크아웃 (137)에서 아메리칸 리그 7위를 하였다. 나폴리는 또한 2010년 시즌 동안 포수에 의하여 홈런에서 에인절스 사상 지도적인 선수가 되었다.

### 텍사스 레인저스

#### 2011년
1월 21일 나폴리는 외야수 버넌 웰스를 위한 교환에서 외야수 후안 리베라와 더불어 토론토 블루제이스로 이적되었다. 4일 후에 그는 투수 프랭크 프란시스코를 위한 교환에서 블루제이스에 의하여 텍사스 레인저스로 이적되었다.
5월 29일 그는 캔자스시티 로열스를 상대로 경기에서 9번째 이닝에서 본루에 논쟁적인 경기를 끝내는 활약에 연루되었다. 나폴리는 1루에 있었고 엘비스 안드루스는 호아킴 소리아를 상대로 있었다. 안드루스는 에릭 호스머를 지나 우익으로 들어간 공을 타격하였다. 너폴리는 3루 코치에 의하여 집으로 보내졌다. 호스머는 본루로 공을 던졌다. 브라이안 페냐는 어깨에 나폴리를 태그하였으나 나폴리는 본루 심판에 의하여 세이프가 불러져 레인저스에게 끝내기 우승을 주었다. 페냐는 격분하였고 감독 네드 요스트와 함께 심판과 싸웠다. 재시합들은 페냐가 본루를 막지 않았으나 태그가 있기 겨우 전에 자신의 발을 얻은 나폴리를 태그한 것을 보여주었다.
레인저스와 나폴리의 첫 시즌에서 그는 자신의 방어를 향상시키는 동안 30개의 홈런과 75개의 타점과 함께 .320 점을 타구하였다. 그는 369개의 타석에서 그는 .631의 장타율을 가졌다.
2011년 월드 시리즈의 5번째 경기에서 나폴리는 레인저스에게 4 대 2의 선두를 주는 데 8번째 이닝의 말기에서 2개의 2루타를 쳤다. 레인저스는 시리즈에서 이겨 3 대 2의 선두를 차지하는 데 기다렸으나 결국적으로 7개의 경기에서 세인트루이스 카디널스에게 월드 시리즈 챔피언십을 패하고 말았다.

#### 2012년
2012년 2월 11일 나폴리는 레인저스와 함께 중재를 피하는 데 1년, 9천 4백만 달러의 거래에 계약을 맺었다. 나폴리는 1억 1천 5백만 달러를 위하여 신청하였으나 레인저스는 8천 3백만 달러와 함께 세었다. 그는 프린스 필더가 최고 자리를 차지하면서 중재 과정을 통하여 그들의 3번째 혹은 4번째로 아무 선수를 위하여 2번째로 가장 높은 상승을 받았다. 2012년 그는 .227 점을 타구하여 8개의 함께 지나간 볼에서 아메리칸 리그 5위였다. 그는 시즌 후에 자유 계약 선수가 되었다.

### 보스턴 레드삭스
12월 3일 나폴리는 보스턴 레드삭스와 3년, 3천 9백만 달러 거래로 동의하여 신체 검사를 받았다. 절강이 문제의 의미들을 보인 그의 검사 후에 거래의 현상이 의문에 놓였던 동안 6주간의 기간에 이어 나폴리는 1천 3백만 달러 가치의 거래를 만들 수 있던 자극들과 함께 1년, 5백만 달러 거래에 레드삭스와 함께 조건에 이르렀다. 자극들은 나폴리가 성취를 이룬 최소한 165일 동안 활동 로스터에 머물거나 로스터에 최소한 120일과 함께 625개의 본루 출연으로 올라가는 것이었다.

#### 2013년
2013년 4월 22일 나폴리는 오클랜드 애슬레틱스에 9 대 6의 우승에서 자신의 4번째 경력 그랜드 슬램을 쳤다. 9월 15일 나폴리는 시즌의 178번째로 스트라이크아웃 하여 시즌에 스트라이크아웃에서 새로운 레드삭스 프랜차이즈 지도 선수가 되는 데 마크 벨혼을 통과하였다. 자신의 스트라이크아웃에 나폴리는 좌절에 자신의 배트와 헬멧을 던져 심판 론 쿨파와 싸워 자신의 메이저 리그 경력에서 처음으로 퇴장되었다. 2013년 시즌을 위하여 나폴리는 23개의 홈런, 92개의 타점과 함께 .259 점을 타구하였고 187번이나 스트라이크아웃을 가져 레드삭스 선수에 의하여 여태까지, 그리고 아메리칸 리그에서 4번째로 가장 많은 수였다.
타이거스를 상대로 2013년 아메리칸 리그 챔피언십 시리즈의 3번째 경기에서 나폴리는 1 대 0으로 레드삭스가 이긴 경기의 단 하나의 득점을 위하여 벌랜더에 솔로 홈런을 쳤다.
나폴리가 에인절스와 레인저스와 함께 각각의 자신의 시즌들에서 아무 다른 포지션에서보다 포수에서 더많은 경기를 활약하였어도 2013년 레드삭스를 위하여 그는 단일 경기를 포구하지 않았고 지정 타자로서 몇몇의 경기와 함께 1루에서 거의 전체로 활약하였다. 2013년 월드 시리즈의 3번째, 4번째와 5번째 경기가 열린 동안 내셔널 리그 규칙들에 지정 타자의 규칙이 있지 않으면서 정규 지정 타자 데이비드 오르티스가 1루수를 활약하였고, 나폴리는 포수로 옮기는 것보다 정렬에서 제외되었다. 카디널스를 상대로 6개의 경기 후에 레드삭스가 자신들의 8번째 월드 시리즈를 우승하면서 자신의 첫 경력 챔피언십 링을 받았다.
그는 12월 6일 3천 2백만 달러 가치의 2년 거래에 레드삭스와 재계약을 맺는 데 동의하였다.

#### 2014년
2014년 동안 나폴리는 시즌을 통하여 부상들과 다루었다. 그는 시카고 화이트삭스를 상대로 초기 시즌 경기에서 자신의 손가락이 부러졌다. 나폴리는 복귀하였으나 손가락 문제들과 수면 무호흡증이 후기 시즌의 거의를 위하여 그를 정렬에서 제외하였다. 그는 8개의 실책과 함께 1루수들 중에 아메리칸 리그에서 5위였다.

#### 2015년
2015년 레드삭스를 위하여 나폴리는 98개의 경기에서 분투하여 99개의 스트라이크아웃, 13개의 홈런과 40개의 타점과 함께 .207 점을 쳤다. 방어에 그는 7개와 함께 실책에서 아메리칸 리그 1루수들 중에 3위였다.

### 레인저스와 2번째 병역
그해 8월 7일 레인저스는 후에 임명될 선수 혹은 현금 숙고를 위하여 레드삭스로부터 나폴리를 취득하였다. 제프 배니스터 감독은 왼손잡이 투수를 상대로 나폴리를 이용하여 그를 좌익수에 놓았다. 그는 2015년 레인저스를 위하여 35개의 경기를 활약하여 91개의 본루 출연을 이루었고, 5개의 홈런, 10개의 타점과 .513의 장타율과 함께 .295 점을 타구하였다. 2015년 2개의 팀 사이에 그는 .224 점을 타구하였다.

### 클리블랜드 인디언스

#### 2016년

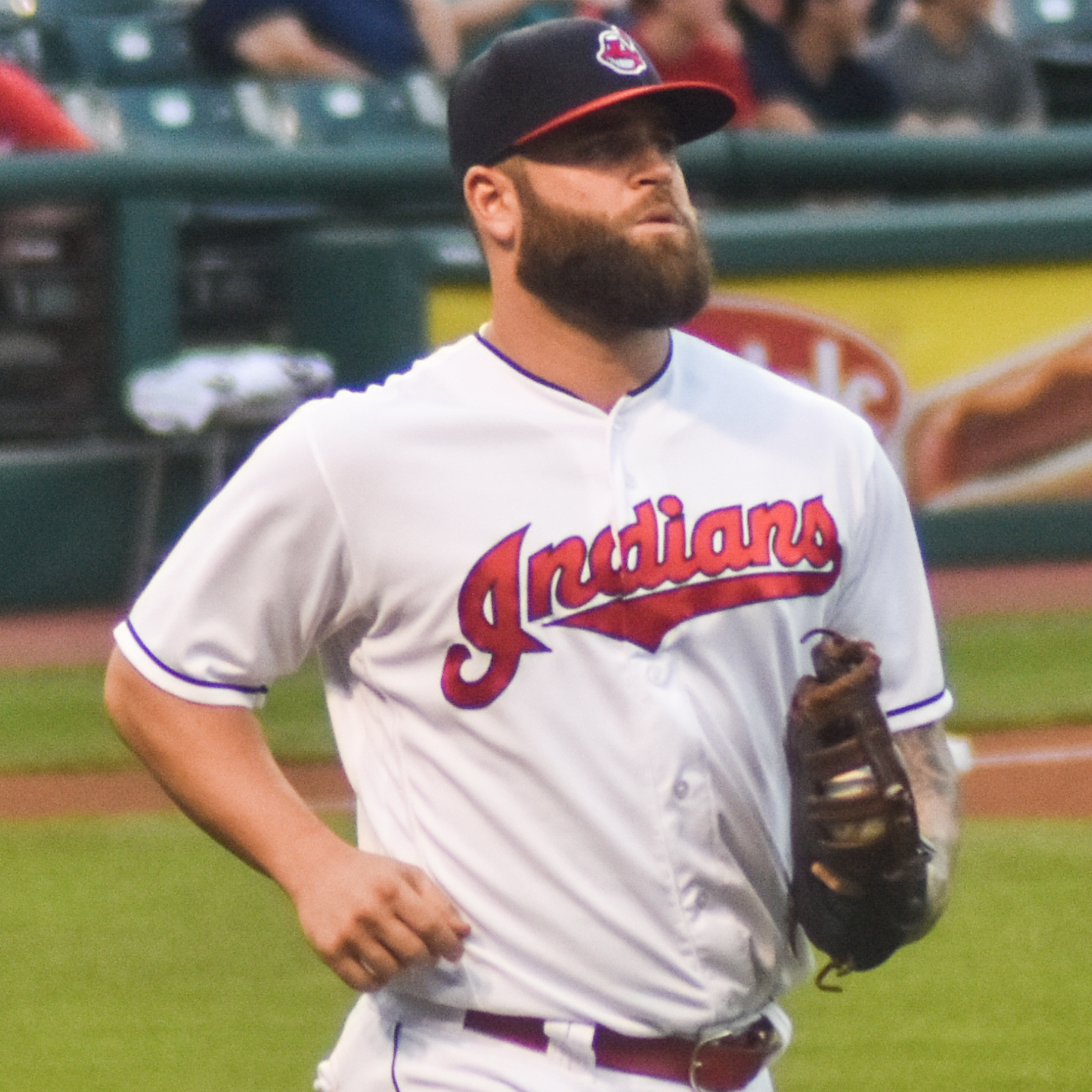
2016년 클리블랜드 인디언스와 함께

2016년 1월 5일 나폴리는 클리블랜드 인디언스와 함께 1년, 7백만 달러 계약을 맺었다. 시즌 동안 오하이오주 스트리츠보로의 주민 네이트 크로우는 "Party at Napoli's"라는 인기있는 말씨를 만들어 나폴리에게 선물로 주어진 슬로건과 함께 T-셔츠를 창조하였다. 경기 후 인터뷰가 있는 동안 셔츠를 입고 있을 때 셔츠를 위한 요규는 높았다. 셔츠의 후속 판매는 클리블랜드 클리닉 어린이 병원을 위하여 2십만 달러 이상을 모았다. 나폴리는 34개의 홈런과 101개의 타점과 함께 경력 사상 기록들을 세운 동안 .239 점을 타구하였다. 그는 인디언스 선수에 의하여 여태까지 가장 많은 194개와 함께 스트라이크아웃에서 아메리카 리그 2위였다. 그는 1루에서 98개의 경기에서 13개와 함께 실책에서 전부의 아메리칸 리그 1루수들을 이끌었다.
2016년 아메리칸 리그 챔피언십 시리즈의 3번째 경기에서 블루제이스의 출발 투수 마커스 스트로먼에 나폴리의 홈런은 그를 4개의 다른 팀을 위하여 포스트시즌 홈런을 치는 데 5번째 선수로 만들어 론 그랜트, 존 올러루드, 레지 샌더스와 러셀 마틴에 가입하였다.

### 레인저스와 3번째 병역
2017년 2월 16일 레인저스는 나폴리가 2018년을 위한 팀의 선택권과 함께 1년 계약으로 맺어졌다고 공고하였다. 2017년 그는 .193 점을 타구하였다.
그해 11월 6일 레인저스는 나폴리의 2018년 선택권을 거절하여 그를 자유 계약 선수로 만들었다.

### 인디언스와 2번째 병역
나폴리는 2018년 2월 28일 인디언스와 함께 마이너 리그 계약을 맺었다. 거래는 인디언스의 2018년 본 훈련 캠프로 초청을 포함하였다. 그는 자신에게 10만 달러 유지 보너스를 내는 것을 피하는 데 인디언스를 허용한 절차적 이동에서 3월 22일에 나오게 되었다. 나폴리는 3월 23일 마이너 리그 계약으로 인디언스에 의하여 재계약 되었다. 4월 19일 나폴리는 전방 십자인대와 연골이 찢어진 이유로 남은 2018년 시즌을 위하여 자신이 나오게 될 것이라고 공고하였다. 이 일은 인디언스의 트리플 A 제휴틴 컬럼버스 클리퍼스와 함께 마이너 리그 경기가 열린 동안 일어났다. 그는 컬럼버스를 위하여 .042 점을 타구하였다. 11월 2일 자유 계약 선수로 선출되었다.
그해 12월 8일 나폴리는 자신의 은퇴를 공고하였다.

## 코치 경력
2019년 12월 9일 나폴리는 품질 보증 코치로서 시카고 컵스에 의하여 기용되었다.

## 연도별 타격 성적
| 연 도     | 소 속     | 경 기 | 타 석 | 타 수 | 득 점 | 안 타 | 2 루 타 | 3 루 타 | 홈 런 | 루 타 | 타 점 | 도 루 | 도 루 자 | 희 생 번 | 희 생 플 | 볼 넷 | 고 4 | 사 구 | 삼 진 | 병 살 타 | 타 율 | 출 루 율 | 장 타 율 | O P S |
| --------- | --------- | ----- | ----- | ----- | ----- | ----- | ------- | ------- | ----- | ----- | ----- | ----- | -------- | -------- | -------- | ----- | ---- | ----- | ----- | -------- | ----- | -------- | -------- | ----- |
| 2006년    | LAA       | 99    | 325   | 268   | 47    | 61    | 13      | 0       | 16    | 122   | 42    | 2     | 3        | 0        | 1        | 51    | 0    | 5     | 90    | 2        | .228  | .360     | .455     | .815  |
| 2007년    | LAA       | 75    | 263   | 219   | 40    | 54    | 11      | 1       | 10    | 97    | 34    | 5     | 2        | 1        | 5        | 33    | 2    | 5     | 63    | 5        | .247  | .351     | .443     | .794  |
| 2008년    | LAA       | 78    | 274   | 227   | 39    | 62    | 9       | 1       | 20    | 133   | 49    | 7     | 3        | 1        | 6        | 35    | 5    | 5     | 70    | 3        | .273  | .374     | .586     | .960  |
| 2009년    | LAA       | 114   | 432   | 382   | 60    | 104   | 22      | 1       | 20    | 188   | 56    | 3     | 3        | 0        | 3        | 40    | 1    | 7     | 103   | 6        | .272  | .350     | .492     | .842  |
| 2010년    | LAA       | 140   | 510   | 453   | 60    | 108   | 24      | 1       | 26    | 212   | 68    | 4     | 2        | 0        | 4        | 42    | 2    | 11    | 137   | 15       | .238  | .316     | .468     | .784  |
| 2011년    | TEX       | 113   | 432   | 369   | 72    | 118   | 25      | 0       | 30    | 233   | 75    | 4     | 2        | 0        | 2        | 58    | 2    | 3     | 85    | 10       | .320  | .414     | .631     | 1.046 |
| 2012년    | TEX       | 108   | 417   | 352   | 53    | 80    | 9       | 2       | 24    | 165   | 56    | 1     | 0        | 0        | 2        | 56    | 5    | 7     | 125   | 9        | .227  | .343     | .469     | .812  |
| 통산：7년 | 통산：7년 | 727   | 2653  | 2270  | 371   | 587   | 113     | 6       | 146   | 1150  | 380   | 26    | 15       | 2        | 23       | 315   | 17   | 43    | 673   | 50       | .259  | .356     | .507     | .863  |

- 2012년 기준